# U-207 (tàu ngầm Đức)
U-207 là một tàu ngầm tấn công  Lớp Type VII thuộc phân lớp Type VIIC được Hải quân Đức Quốc Xã chế tạo trong Chiến tranh Thế giới thứ hai. Nhập biên chế năm 1941, nó chỉ thực hiện được một chuyến tuần tra duy nhất và đánh chìm được hai tàu buôn tổng tải trọng 9.727 GRT đồng thời gây hư hại cho bốn tàu buôn khác tổng tải trọng 35.427 GRT. U-207 bị các tàu khu trục Hải quân Hoàng gia Anh HMS Leamington và HMS Veteran đánh chìm trong Đại Tây Dương gần Greenland vào ngày 11 tháng 9, 1941

## Thiết kế và chế tạo

### Thiết kế

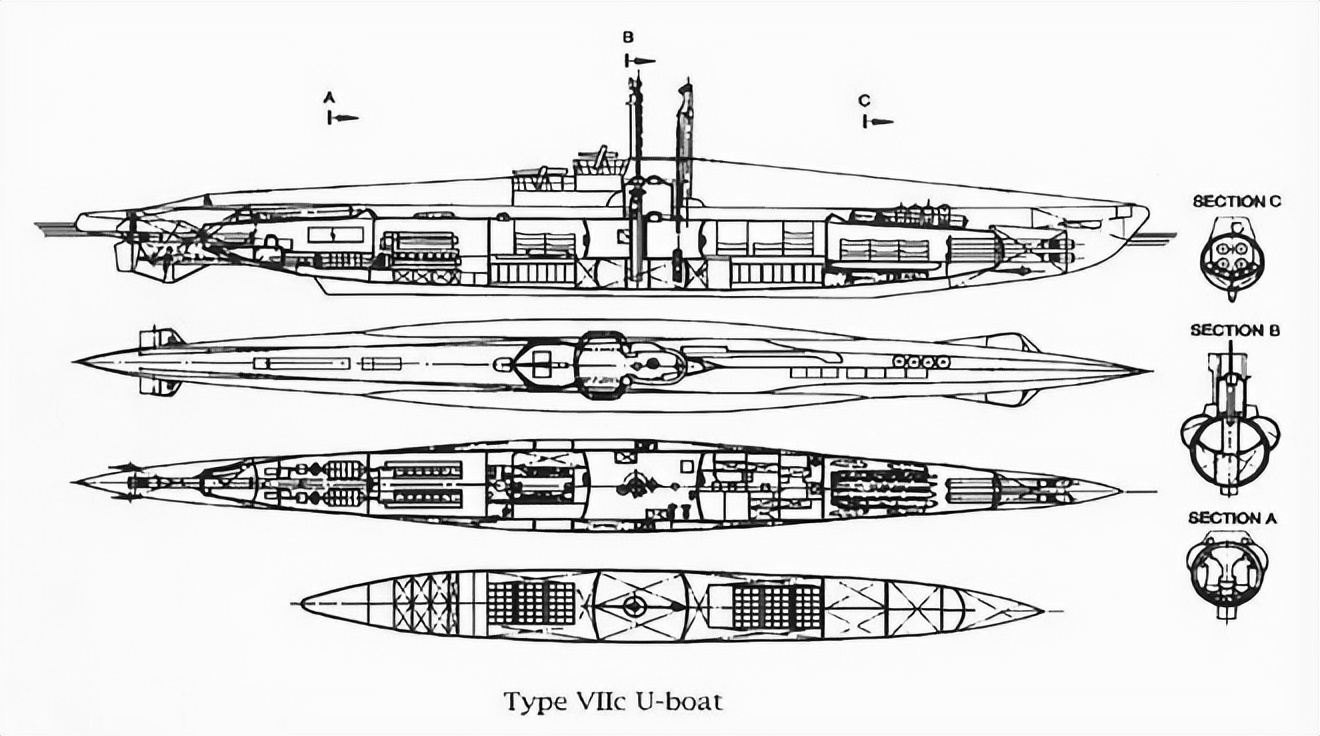
Sơ đồ các mặt cắt một tàu ngầm Type VIIC

Phân lớp VIIC của Tàu ngầm Type VII là một phiên bản VIIB được kéo dài thêm. Chúng có trọng lượng choán nước 769 t (757 tấn Anh) khi nổi và 871 t (857 tấn Anh) khi lặn). Con tàu có chiều dài chung 67,10 m (220 ft 2 in), lớp vỏ trong chịu áp lực dài 50,50 m (165 ft 8 in), mạn tàu rộng 6,20 m (20 ft 4 in), chiều cao 9,60 m (31 ft 6 in) và mớn nước 4,74 m (15 ft 7 in).
Chúng trang bị hai động cơ diesel Germaniawerft F46 siêu tăng áp 6-xy lanh 4 thì, tổng công suất 2.800–3.200 PS (2.100–2.400 kW; 2.800–3.200 bhp), dẫn động hai trục chân vịt đường kính 1,23 m (4,0 ft), cho phép đạt tốc độ tối đa 17,7 kn (32,8 km/h), và tầm hoạt động tối đa 8.500 nmi (15.700 km) khi đi tốc độ đường trường 10 kn (19 km/h). Khi đi ngầm dưới nước, chúng sử dụng hai động cơ/máy phát điện AEG GU 460/8–27 tổng công suất 750 PS (550 kW; 740 shp). Tốc độ tối đa khi lặn là 7,6 kn (14,1 km/h), và tầm hoạt động 80 nmi (150 km) ở tốc độ 4 kn (7,4 km/h). Con tàu có khả năng lặn sâu đến 230 m (750 ft).
Vũ khí trang bị có năm ống phóng ngư lôi 53,3 cm (21 in), bao gồm bốn ống trước mũi và một ống phía đuôi, và mang theo tổng cộng 14 quả ngư lôi, hoặc tối đa 22 quả thủy lôi TMA, hoặc 33 quả TMB. Tàu ngầm Type VIIC bố trí một hải pháo 8,8 cm SK C/35 cùng một pháo phòng không 2 cm (0,79 in) trên boong tàu. Thủy thủ đoàn bao gồm 4 sĩ quan và 40-56 thủy thủ.

### Chế tạo
U-207 được đặt hàng vào ngày 16 tháng 10, 1939, và được đặt lườn tại xưởng tàu của hãng Friedrich Krupp Germaniawerft tại Kiel vào ngày 14 tháng 8, 1940. Nó được hạ thủy vào ngày 24 tháng 4, 1941, và nhập biên chế cùng Hải quân Đức Quốc Xã vào ngày 7 tháng 6, 1941 dưới quyền chỉ huy của Hạm trưởng, Trung úy Hải quân Fritz Meyer.

## Lịch sử hoạt động
U-207 xuất phát từ cảng Trondheim, Na Uy vào ngày 24 tháng 8, 1941 cho chuyến tuần tra duy nhất trong chiến tranh. Nó hướng sang phía Tây, băng qua khe GIUK giữa các quần đảo Shetland và Faroe để hoạt động tại Bắc Đại Tây Dương về phía Nam Iceland. Chiếc tàu ngầm đã tấn công Đoàn tàu SC 42 vào ngày 11 tháng 9, lần lượt đánh chìm các tàu buôn Anh Stonepool 4.803 GRT bằng ngư lôi 
và Berury 4.924 GRT bằng hải pháo. Các tàu khu trục HMS Leamington và HMS Veteran trong thành phần hộ tống cho đoàn tàu vận tải đã phản công nhanh chóng, dùng mìn sâu đánh chìm U-207 trong eo biển Đan Mạch về phía Đông Nam Angmagssalik, Greenland, tại tọa độ 63°59′B 34°48′T / 63,983°B 34,8°T; toàn bộ 41 thành viên thủy thủ đoàn của U-207 đều tử trận.

### "Bầy sói" tham gia
U-207 từng tham gia bầy sói:
- Markgraf (27 tháng 8 - 11 tháng 9, 1941)

### Tóm tắt chiến công
U-207 đã đánh chìm được hai tàu buôn tổng tải trọng 9.727 GRT:
| Ngày             | Tên tàu   | Quốc tịch      | Tải trọng | Số phận      |
| ---------------- | --------- | -------------- | --------- | ------------ |
| 11 tháng 9, 1941 | Stonepool | United Kingdom | 4.803     | Bị đánh chìm |
| 11 tháng 9, 1941 | Berury    | United Kingdom | 4.924     | Bị đánh chìm |